# The Real Group

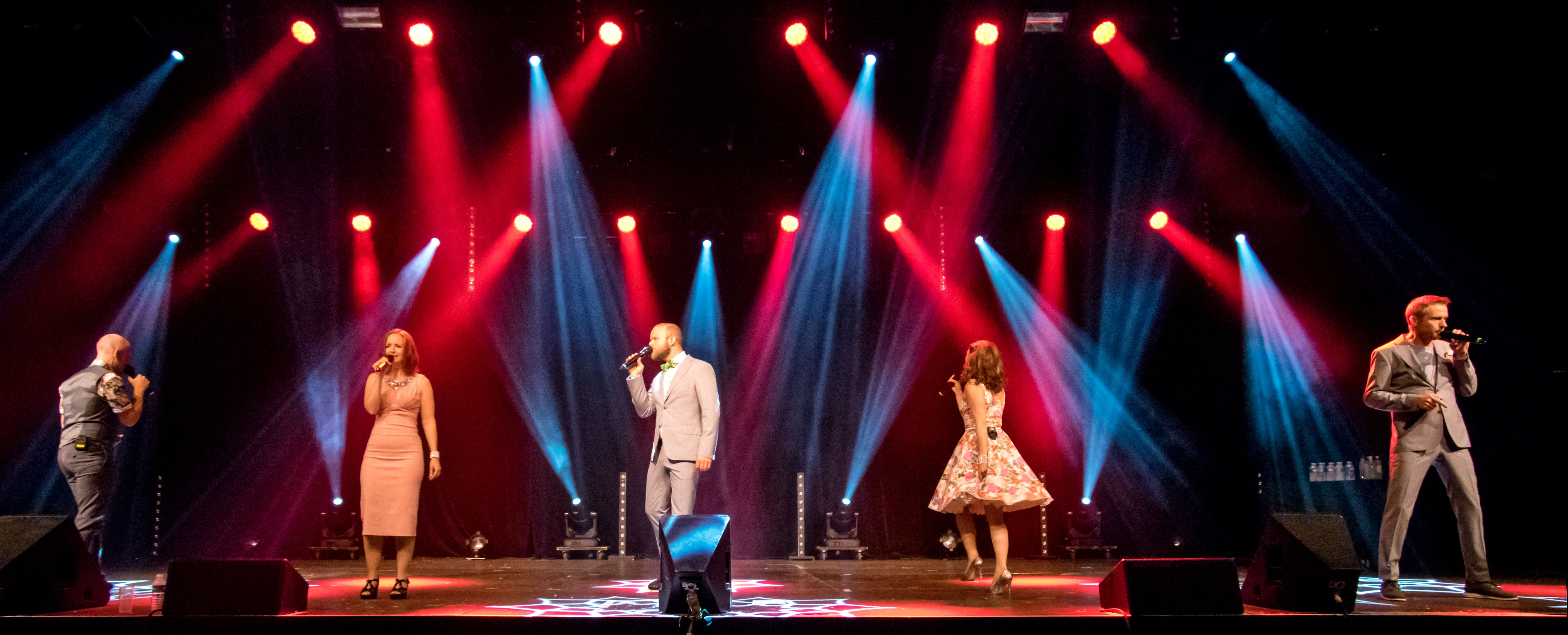
Zelt-Musik-Festival 2016 i Freiburg im Breisgau, Tyskland

The Real Group är en svensk a cappella-grupp (sånggrupp) bildad 1984 av Margareta Bengtson, Anders Edenroth, Katarina Henryson, Peder Karlsson och Anders Jalkéus. De fem medlemmarna lärde känna varandra när de studerade vid Kungliga Musikhögskolan.
The Real Group har förvaltat ett arv från grupper som Swingle Singers och King's Singers, men varit banbrytande genom att ha utvecklat en egen stil, framför allt genom medlemmarnas egna kompositioner. Repertoaren är bred, från klassisk körmusik till visa, jazz och pop.
Gruppens första skiva kom 1987, där de flesta låtarna var covers. Sedan dess har de producerat ett stort antal CD och DVD:er, samt egna TV-program. De har också producerat vokalgruppsfestivaler, bland annat i Seoul i Sydkorea och i Sverige.
År 1993 deltog The Real Group tillsammans med Magnus Uggla, Johan Ulveson, Charlotte Strandberg, Wenche Myhre och Grynet Molvig i Povel Ramels Knäpp igen-revy. 2002 fick de Povel Ramels Karamelodiktstipendium.
År 2014 medverkade The Real Group i Folkoperans uppsättning Matteuspassionen
som hade premiär 26 mars.
Ingen av The Real Groups originalmedlemmar är längre medlem i gruppen. Dock så äger och sköter Margareta Bengtson, Anders Edenroth, Katarina Henryson och Peder Karlsson fortfarande varumärket. Anders Jalkéus lämnade både gruppen och ägarskapet 2015. Nuvarande (2024) medlemmar är Axel Berntzon, Clara Fornander, Daniele Dees, Joanné Nugas och Johannes Rückert Becker.
Gruppens ljudtekniker har varit Jan Apelholm (1986–2015), Linnéa Carell (2015–2021) och Sanna Nordlander (2022– )

## Medlemmar
Källa: 
- Axel Berntzon – baryton
- Clara Fornander – sopran
- Daniele Dees – bas
- Joanné Nugas – alt
- Johannes Rückert Becker – tenor

### Tidigare medlemmar
- Anders Edenroth – tenor 1984–2021
- Katarina Henryson – alt 1984–2016 och 2020–2021
- Peder Karlsson – baryton 1984–2010
- Margareta Bengtson – sopran 1984–2008 (Margareta Bengtson hette Margareta Jalkéus under större delen av den tid hon sjöng med gruppen.)
- Morten Vinther Sørensen – baryton 2010–2020
- Jānis Strazdiņš – bas 2015–2021
- Anton Forsberg – baryton 2020–2021
- Anders Jalkéus – bas 1984–2015
- Emma Nilsdotter – sopran 2008–2020
- Lisa Östergren – alt 2016–2020
- Kerstin Ryhed Lundin – sopran under Nilsdotters föräldraledighet 2010 och 2012
- Johanna Nyström – sopran under Henrysons och Bengtsons föräldraledigheter 1996–2000 och 2006
- Jeanette Köhn – sopran ersatte Bengtson under Knäpp igen-revyn 1993

## Diskografi
- 1987 – The Real Group
- 1989 – Nothing But The Real Group
- 1991 – Röster
- 1994 – Unreal!
- 1994 – Varför får man inte bara vara som man är?
- 1996 – Ori:ginal
- 1997 – Jazz: Live
- 1997 – En riktig jul
- 1998 – One for All
- 2000 – Commonly Unique
- 2001 – Allt det bästa (samlingsalbum)
- 2002 – Stämning (ledda av Eric Ericson)
- 2003 – Julen er her
- 2005 – In the Middle of Life
- 2006 – Live at Stockholm Concert Hall (DVD)
- 2008 – Håll musiken igång – The Real Group sjunger Povel
- 2009 – The Real Album
- 2012 – The World for Christmas
- 2013 – Live in Japan
- 2015 – Three Decades of Vocal Music (samlingsalbum)
- 2017 – Elements
- 2018 – Friendship

### Fotnoter
1. ↑  Lina Modin (27 maj 2005). ”Stjärnan lämnade frun för barnvakten”. Expressen. https://www.expressen.se/noje/stjarnan-lamnade-frun-for-barnvakten/. Läst 7 juni 2024.
2. ↑  ”Karamelodiktstipendiet”. Arkiverad från originalet den 2 juni 2011. https://web.archive.org/web/20110602021534/http://www.pygme.se/karamellodikt/karamelodikt.shtml. Läst 15 juni 2011.
3. ↑  ”Folkoperan/Arkiv”. https://folkoperan.se/pa-scen/arkiv/. Läst 2 oktober 2023.
4. 1 2 3  ”The Story” (på amerikansk engelska). The Real Group. https://www.therealgroup.se/the-story. Läst 7 juni 2024.
5. ↑  ”The singers” (på amerikansk engelska). The Real Group. Arkiverad från originalet den 15 december 2024. https://web.archive.org/web/20241215190950/https://www.therealgroup.se/the-singers. Läst 7 juni 2024.
6. ↑  ”the real group | Linnea Carell”. linneacarell.com. Arkiverad från originalet den 4 maj 2017. https://web.archive.org/web/20170504044406/https://linneacarell.com/tag/the-real-group/. Läst 15 juni 2017.